# Jessica Thoennes
Jessica Thoennes (* 20. September 1995 in Madison, Wisconsin) ist eine Ruderin aus den Vereinigten Staaten.
Jessica Thoennes gewann bei den U23-Weltmeisterschaften 2017 die Silbermedaille im  Achter hinter dem kanadischen Boot. 2019 trat die Studentin der University of Washington bei einer Regatta des Ruder-Weltcups im Vierer ohne Steuerfrau an und belegte den fünften Platz.
Im Vorlauf der Olympischen Spiele in Tokio siegte der US-Achter in der Besetzung Jessica Thoennes, Charlotte Buck, Gia Doonan, Brooke Mooney, Olivia Coffey, Regina Salmons, Meghan Musnicki, Kristine O’Brien und Steuerfrau Guregian. Im Finale erreichte der US-Achter den vierten Platz. Bei den Weltmeisterschaften 2022 belegte Thoennes mit dem Achter den vierten Platz. Ein Jahr später bei den Weltmeisterschaften in Belgrad siegte der rumänische Achter vor der Crew aus den Vereinigten Staaten. Bei den Olympischen Spielen 2024 in Paris startete Thoennes zusammen mit Azja Czajkowski im Zweier ohne Steuerfrau. Die beiden wurden Vierte mit fast zwei Sekunden Rückstand auf die Drittplatzierten.